# Ансон
Ансо́н (кор. 안성시?, 安城市?, Anseong-si) — город в провинции Кёнгидо, Южная Корея, в 80 км южнее Сеула.

## История
Со времён государства Силла на месте Ансона было поселение Нэхехоль. Ансон был образован 29 декабря 1913 года путём слияния трёх небольших поселений. В 1998 году Ансону был присвоен статус города («си»).

## География
Ансон расположен на юге провинции Кёнгидо, на западе граничит с городом Пхёнтхэк, на северо-востоке — с Ичхоном, на юге — с Чхонаном, на севере — с Йонъином. Ландшафт холмистый, высшая точка — гора Совунсан (547 м), другая высокая гора — Чхарёнсан. Невысокие горы занимают 52 % всей территории, подчинённой городу. Речная система представлена небольшими речками Ансонган и Чхорёнган, берущими начало в местных горах. Геологически преобладают твёрдые гранитные породы юрского периода. На севере города — гнейс кембрийского периода.
Климат мало отличается от типичного климата Корейского полуострова: имеется четыре ярко выраженных времени года. Зима относительно прохладная и сухая. Лето влажное и тёплое. Средняя температура августа — 24—26 °C, средняя температура января — 3—5 °C. Среднегодовое количество осадков (1990—1999 годы) составило 1315,7 мм.
Местность пригодна для ведения сельского хозяйства: 32,5 % территории, входящей в административные границы Ансона, используется для ведения сельского хозяйства, в основном выращивания риса.

## Административное деление
Ансон административно делится на 1 ып, 11 мён и 3 тон (дон):
| Район        | Хангыль | Площадь, км² | Население, чел | Внутреннее деление |
| ------------ | ------- | ------------ | -------------- | ------------------ |
| Кондоып      | 공도읍  | 31,94        | 43425          | 11 ри              |
| Погэмён      | 보개면  | 53           | 6667           | 19 ри              |
| Кымгванмён   | 금광면  | 71,71        | 8881           | 14 ри              |
| Соунмён      | 서운면  | 36,27        | 4507           | 14 ри              |
| Миянмён      | 미양면  | 33,97        | 7782           | 18 ри              |
| Тэдокмён     | 대덕면  | 30,93        | 9906           | 14 ри              |
| Янсонмён     | 양성면  | 53,16        | 5704           | 18 ри              |
| Вонгокмён    | 원곡면  | 37,79        | 5364           | 8 ри               |
| Ильджукмён   | 일죽면  | 55,54        | 9134           | 19 ри              |
| Чуксанмён    | 죽산면  | 57,29        | 4041           | 10 ри              |
| Самджукмён   | 삼죽면  | 39,03        | 1947           | 10 ри              |
| Косаммён     | 고삼면  | 27,8         | 1076           | 7 ри               |
| Ансон-ильдон | 안성1동 | 6,50         | 14589          | Входит в Ансондон  |
| Ансон-идон   | 안성2동 | 10,15        | 13713          | Входит в Ансондон  |
| Ансон-самдон | 안성3동 | 8,27         | 23850          | Входит в Ансондон  |

## Туризм и достопримечательности
- Буддийские храмы Чильджанса[4], Сокнамса[5] и Чхоннёнса. В 1989 году несколько картин из храма Чильджанса были включены в список Национальных сокровищ Кореи под номером 269. Кроме того, в этих буддийских храмах хранится множество других памятников старины, например, известны бронзовый колокол храма Чильджанса, отлитый в XVIII веке,[6] двухметровая стела храма Чхоннёнса,[7] трёхэтажная каменная пагода в Чхоннёнса,[8] павильон Тэунджон в храме Сокнамса.[9]
- Конфуцианское святилище Кёнъянса — было возведено в 1964 году. 10 числа третьего месяца по лунному календарю здесь проходит весенняя служба. В святилище хранятся литературные памятники, написанные знаменитыми корейскими конфуцианскими проповедниками. В 1988 году это место вошло в список фольклорного наследия Южной Кореи.[10]
- Монумент независимости, построенный в 1919 году в честь борцов за свободу от Японии.[11]
- Горы Соунсан и Чхильхёнсан — популярные места для занятия горным туризмом. На каждой из этих гор, находящихся в черте города проложено несколько туристических маршрутов.[12]

## Высшее образование
Высшие учебные заведения Ансона включают:
- Ансонский женский политехнический колледж
- Главная баптистская теологическая семинария
- Университет Чхонъан (Ансонский кампус)
- Радиоэлектронный колледж Тонъа
- Технический колледж Тувон
- Национальный университет Хангён

## Символы
Как и остальные города и уезды в Южной Корее, Ансон имеет ряд символов:
- Дерево: гинкго — символизирует непрерывный рост.
- Цветок: форсайтия — символизирует мирный характер горожан.
- Птица: сорока — символизирует добрые намерения.
- Маскот: фольклорный персонаж Подоги[14].